# Germaine Kouméalo Anaté
Germaine Kouméalo Anaté (sinh ngày 15 tháng 6 năm 1968 tại Kazaboua, thuộc tỉnh Sotouboua) là một bộ trưởng, học giả và nhà văn của chính phủ Togolese. Vào ngày 17 tháng 9 năm 2013, bà được bổ nhiệm làm Bộ trưởng Bộ Truyền thông, Văn hóa, Nghệ thuật và Giáo dục Công dân trong chính phủ của Kwesi Ahoomey-Zunu1. Bà giữ vị trí Tham mưu trưởng của Bộ Giáo dục Đại học và Nghiên cứu của Togo trước khi được thăng chức Bộ trưởng. Là tiến sĩ về Khoa học Thông tin và Truyền thông tại Đại học Bordeaux III ở Pháp, bà là giảng viên và giáo sư nghiên cứu trong lĩnh vực này tại các trường đại học Lomé và Kara. Anaté 'là Chủ tịch Hiệp hội Nhà văn Togo (AET) và là tác giả của một số cuốn sách.